# Epitola pseudoconjuncta
Epitola pseudoconjuncta is een vlinder uit de familie van de Lycaenidae. De wetenschappelijke naam van de soort is voor het eerst geldig gepubliceerd in 1962 door Jackson.